# Orb (企業)
株式会社Orb（オーブ、英: Orb, Inc.）は、独自の分散型台帳技術「Orb DLT」の開発とその関連Fintechソリューションを提供を主とする、東京都港区に所在する日本の企業である。

## 沿革
- 2014年
  - EC向けビットコイン決済サービスを主目的として株式会社コインパスを設立。
  - EC事業者向けのビットコイン決済サービス（CoinPass決済）をリリース。
- 2015年
  - 株式会社orbに社名を変更。
  - ブロックチェーンを応用した独自の分散型台帳技術「Orb1」をリリース。
- 2016年
  - 代表仲津がブロックチェーン協会（JBA）理事就任。
  - 株式会社エスクロー・エージェント・ジャパン様が、Orb1 の技術を利用し、三井住友信託銀行、およびSBI住信ネット銀行と、エスクローサービス等における共同実証実験で基本合意。
  - 株式会社山陰合同銀行とコミュニティ仮想通貨の実証実験を実施。
- 2017年
  - 株式会社エスクロー・エージェント・ジャパン様との共同実証実験環境の開発が完了。
  - ブロックチェーンと分散型データベースのハイブリッドモデルによる独自の分散型台帳技術「Orb DLT」を4月24日にリリース。

## orbの技術

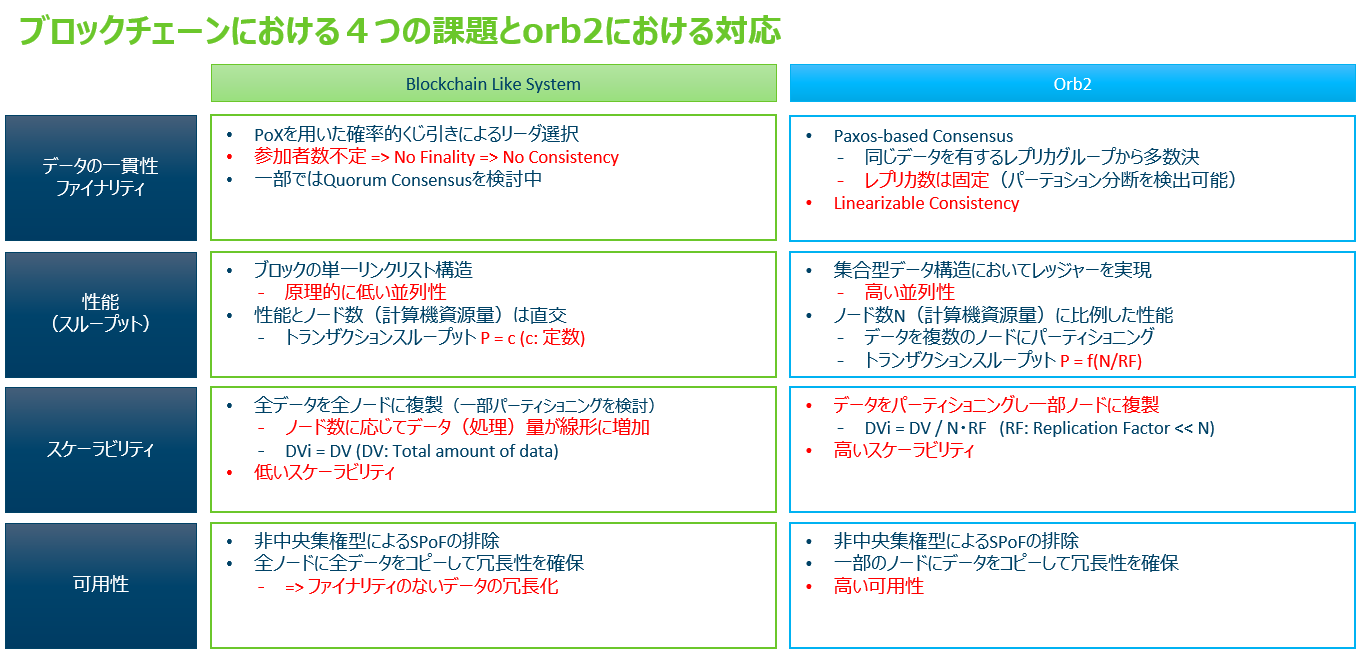
ブロックチェーンにおける4つの課題とorb2における対応

独自の分散台帳技術による非中央集権的な決済の実現により、仮想通貨の発行を可能にする技術を開発した。通常の決済（クレジットカードなど）では各事業体ごとに処理した伝票を、様々な業務プロセスを介して交換し合い事業体間の台帳の整合性を取っている。これに対してorbは、事業体を含む全ての利害関係者間で共有される台帳に直接記録することで、伝票を交換することなしにリアルタイムに決済を行うことができる技術を提供している。
orb1
ブロックチェーンを基盤技術に用いて、orb社が独自に研究開発したコンセンサス機構を備えた分散型クラウドコンピューティングプラットフォーム。本来は非中央集権的な枠組みであるブロックチェーンに、スーパーノードという中央集権的な枠組みを組み込むことで、弱点を埋める形となっている。Proof of Stake（PoS）を改変したコンセンサスアルゴリズムによって実装したorb1は、Proof of Work型のコンセンサスモデルで作られたブロックチェーンのようにマイニングでの過当競争を招かない。また、マイニングは独自のPoSアルゴリズムによって「ドローイング」という概念に組み替えられている。さらに、ブロックの発見間隔を平均16秒とするため、発行体となる組織が管理する「スーパーピア」の概念が組み込まれている。

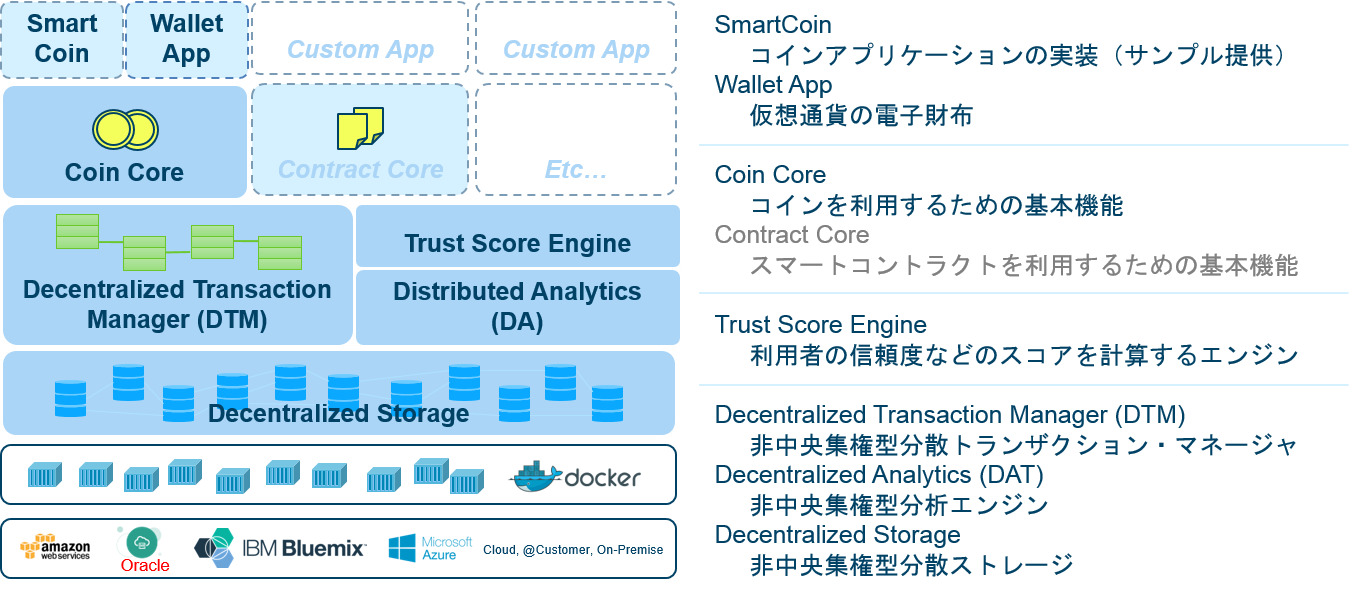
仮想通貨を実現するためのorb2のコンポーネント概要

orb2
orb1を発展させた非中央集権型分散トランザクションシステム。ブロックチェーンの好ましい性質の踏襲しながら、レプリカ数の固定・高い並列性・データのパーティショニング・1つのプライベートネットワーク内における高い可用性を実現した。また用途をプライベート型・コンソーシアム型に限定することで、ビザンチン故障を想定から除外した。これにより、データの一貫性・ファイナリティ・性能・スケーラビリティ・可用性・プライバシー制御を保証しており、仮想通貨に求められる技術的特性を備えた。

## 加盟団体
- 一般社団法人日本ブロックチェーン協会（JBA）
- フィンテック・ベンチャーに関する有識者会議（金融庁）

## 学術研究
- Kenji Saito, Hiroyuki Yamada (2016年6月27日). “What's So Different about Blockchain? - Blockchain is a Probabilistic State Machine”. IEEE CS. 2017年2月15日閲覧。